# Simalio phaeocephalus
Simalio phaeocephalus is een spinnensoort in de taxonomische indeling van de struikzakspinnen (Clubionidae).
Het dier behoort tot het geslacht Simalio. De wetenschappelijke naam van de soort werd voor het eerst geldig gepubliceerd in 1906 door Eugène Simon.